# Aleksandar Petković
Aleksandar Petković, cyr. Александар Петковић (ur. 8 listopada 1982) – serbski judoka. Srebrny medalista Letniej Uniwersjady 2007 w Bangkoku w kategorii Open. Przegrał w finale z Satoshi Ishii. Zdobył również brązowy medal mistrzostw Serbii w 2003 roku. Poza tymi dwoma medalami nie osiągał znacznych sukcesów na arenie międzynarodowej wśród seniorów.